# Polynesien
Polynesien (fra græsk, poly = mange og nesos = ø) er en stor gruppe af over 1.000 øer i det centrale og sydlige Stillehav. Geografisk danner Polynesien en trekantet form, hvor de tre spidser af trekanten er ved henholdsvis Hawaii, New Zealand og Påskeøen. Af andre væsentlige øgrupper kan nævnes Samoa, Tonga og Fransk Polynesien.

## Øgrupper
Følgende øer og øgrupper er kulturelt oprindeligt polynesiske:
- Amerikansk Samoa (oversøisk amerikansk territorium)
- Anuta (i Salomonøerne)
- Cook-øerne (en selvstyrende østat, frit associeret med New Zealand)
- Emae (i Vanuatu)
- Fransk Polynesien (fransk territorium)
- Hawaii (en amerikansk delstat)
- Kapingamarangi (i Mikronesien)
- Loyalitetsøerne (en del af det franske territorium Ny Caledonien)
- Mele (i Vanuatu)
- New Zealand (selvstændig stat)
- Niue (en selvstyrende ø, frit associeret med New Zealand)
- Nuguria (i Papua New Guinea)
- Nukumanu (i Papua New Guinea)
- Nukuoro (i Mikronesien)
- Ontong Java (i Salomonøerne)
- Pileni (i Salomonøerne)
- Påskeøen (en del af Chile)
- Rennell (i Salomonøerne)
- Rotuma (en ø nord for Fiji)
- Samoa (selvstændig stat)
- Sikaiana (i Salomonøerne)
- Takuu (i Papua New Guinea)
- Tikopia (i Salomonøerne)
- Tokelau (en newzealandsk øgruppe)
- Tonga (selvstændig stat)
- Tuvalu (selvstændig stat)
- Wallis og Futuna (fransk oversøisk territorium)